# Télouet

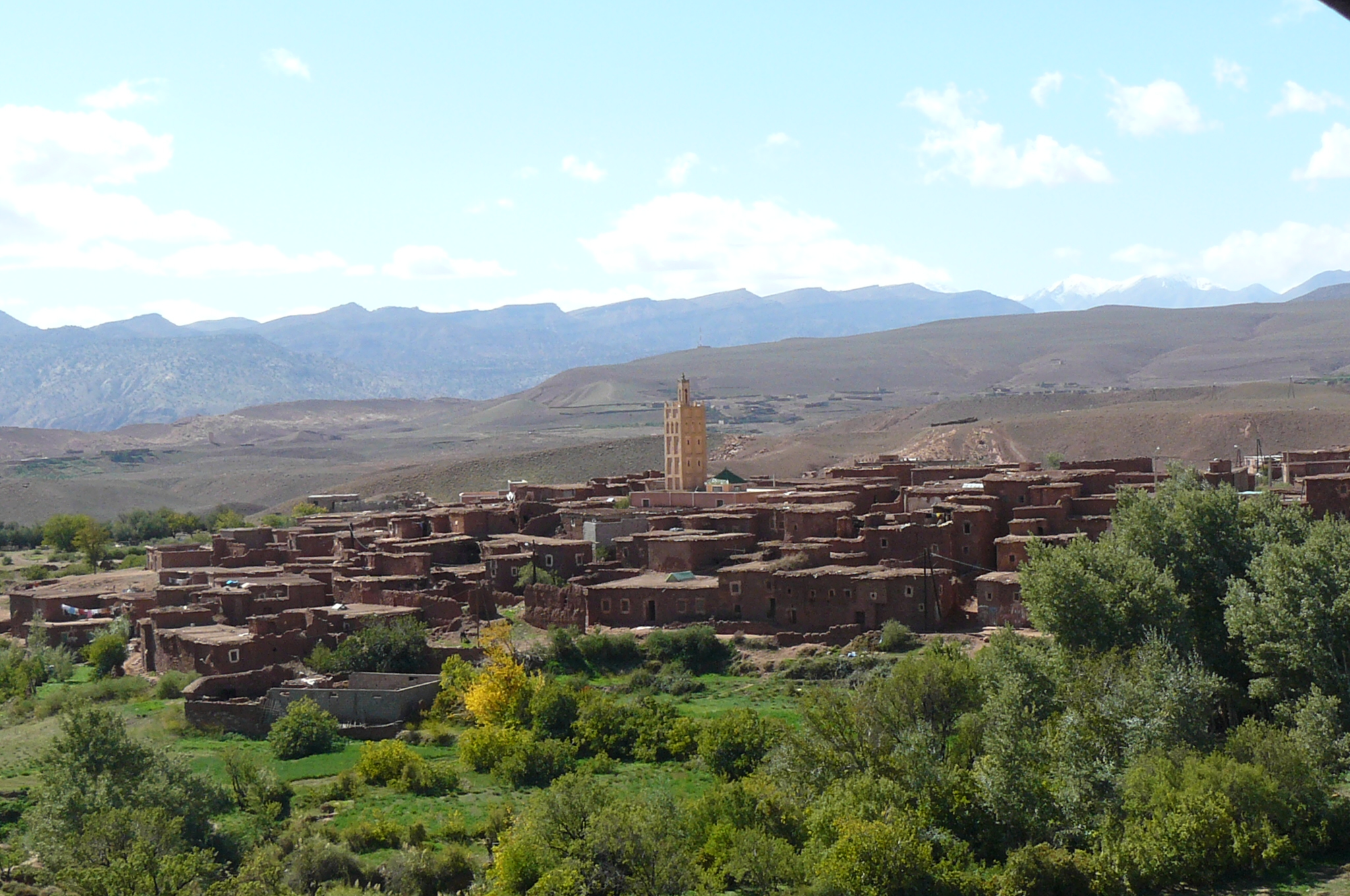
Télouet.

Télouet (en chleuh : ⵜⴰⵍⵡⴰⵜ, Talwat, en arabe : تلوات) est une commune rurale du Maroc et un village du même nom de la province de Ouarzazate, dans la région de Drâa-Tafilalet.
Le village chleuh de Télouet se situe dans le haut-atlas, accessible par la route P31 du Tichka (Tizi-n-Tichka) qui relie Marrakech à Ouarzazate.
C'est l'ancien fief de la famille El Glaoui, et en particulier de Si Madani El Glaoui, haut dignitaire sous quatre Sultan et notamment Grand Vizir. À sa mort la kasbah sera notamment contrôlée par ses neveux Si Hammou puis Si Brahim, fils de Haj Thami El Glaoui, pacha de Marrakech. 
Cœur de la tribu des Glaoua qui tire sa richesse durant des siècles des droits de passages des caravanes reliant les régions subsahariennes à la côte méditerranéenne.
La fin de ce privilège est dû à la construction dans les années 1920 par la légion étrangère de la route du Tizi n'Tichka.

## La Kasbah de Télouet

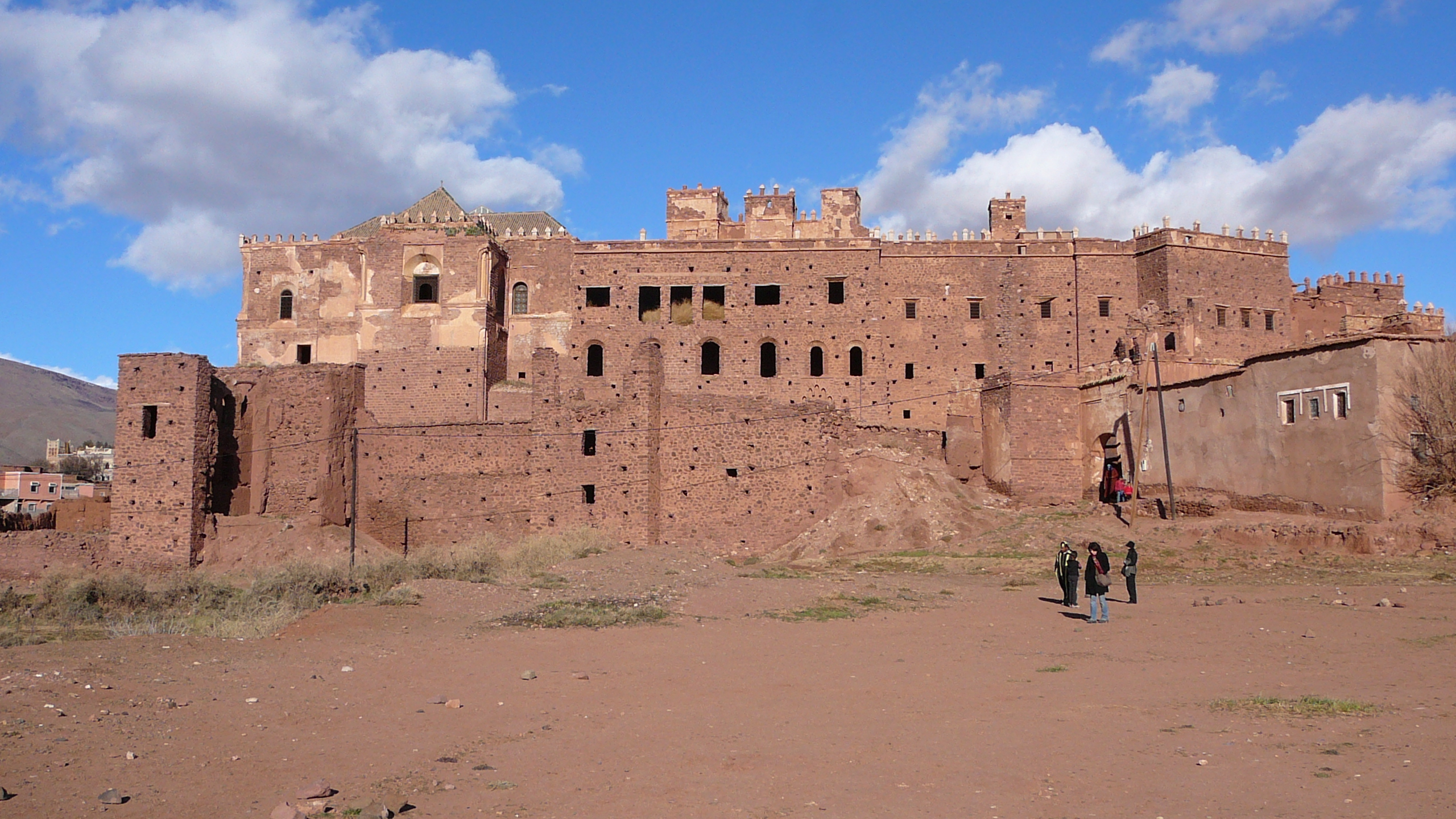
La kasbah de Télouet en 2008

La Kasbah de Telouet fut commencée sous l'amghar Si Hammou El Mezouari El Glaoui au milieu du XIXe siècle. Elle fut elargie par son fils le caïd Si Mohamed Ou Hamou et prend sa pleine maturité sous Si El Madani. Ses neveux Si Hammou et Si Brahim y apporteront des ajouts dont le plus notable est une aile datant des années cinquante et construite dans le style andalou. Concernant la casbah le Docteur Fernand Linarès écrit en 1893:
"A 3h.40 nous arrivons à l'endroit du campement, c'est-à-dire la jolie citadelle du Caïd el Madani Glaoui. C'est un vrai château du Moyen Âge, élégant au possible." 
A la mort du pacha en1956 la casbah est laissée à l'abandon depuis cette date.
Elle est aujourd'hui en ruine, soumise aux aléas climatiques et fut sévèrement touchée lors du Séisme de 2023 au Maroc.
On ne peut imaginer en voyant le palais de l'extérieur, les richesses que l'on peut trouver à l'intérieur. Il s'agit certainement de l'une des plus belles kasbah de la région après le palais de la Bahia de Marrakech.